# Honda N600

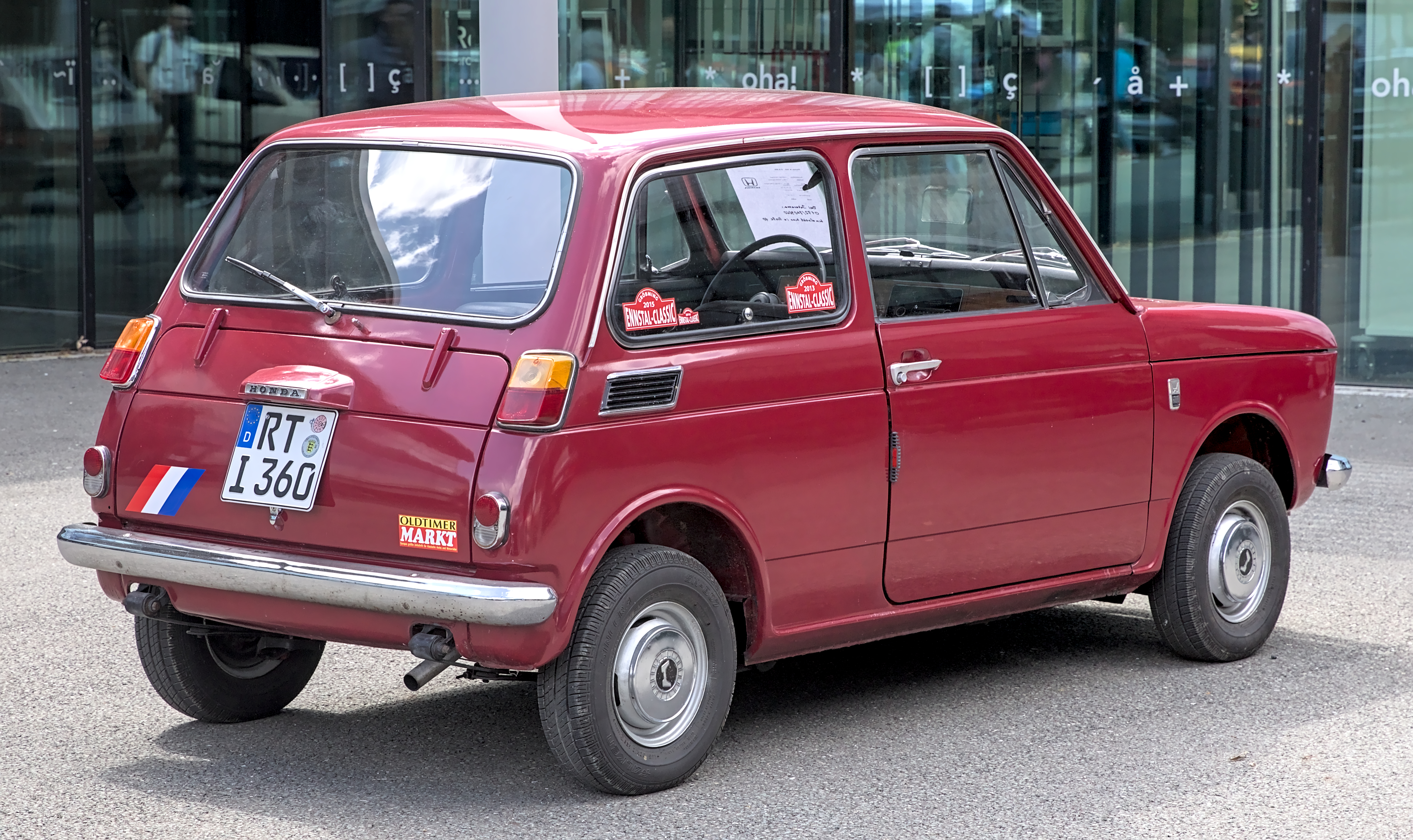
Heckansicht

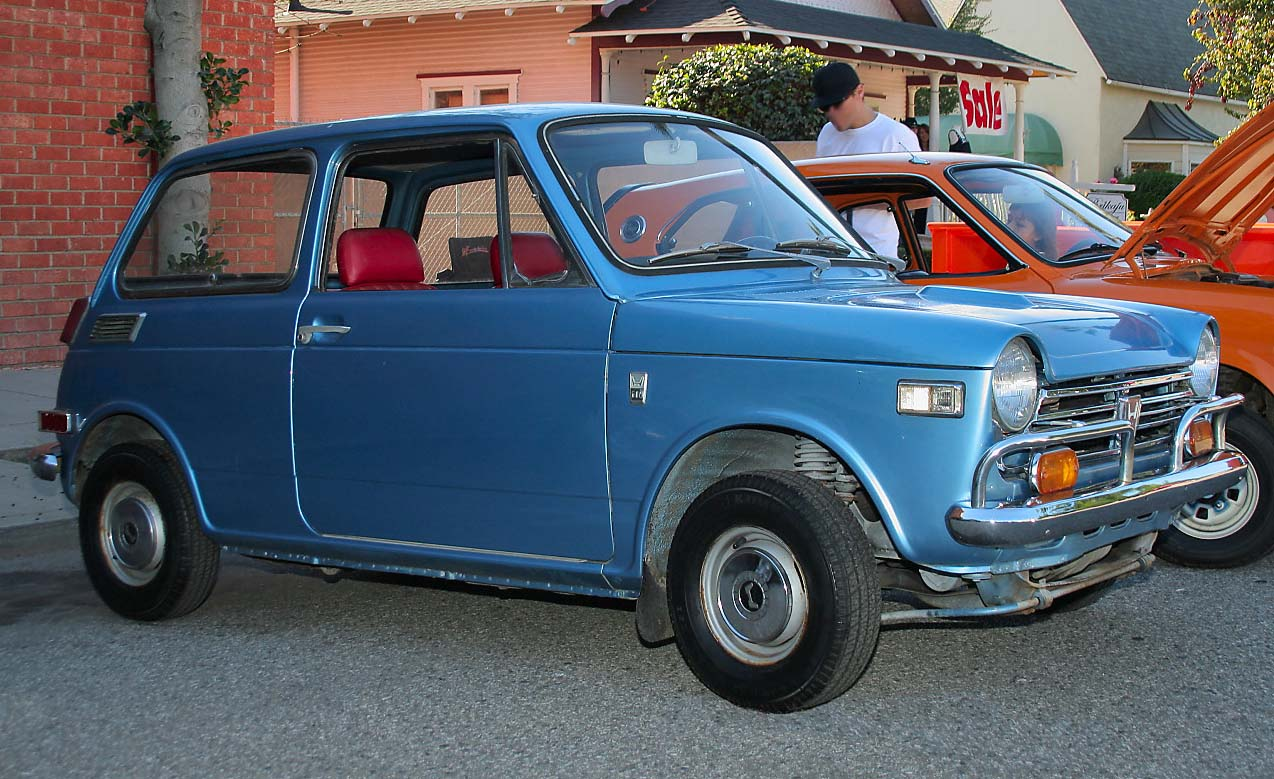
Honda N600 (1970)

Der Honda N600 ist ein Kleinwagen des Automobilherstellers Honda, der auf dem N360 mit einem kleineren Motor und in Japan als Kei-Car eingestuft, basierte. Nach dem S800 war der N360 das zweite und der N600 das dritte Modell von Honda in Deutschland.

## Modelle und Modellpflege
Der N360 (Typcode N360 und dem Produktcode 567) wurde von 1966 bis 1969 gebaut und 1968–1969 in Deutschland in einer Stückzahl von rund 1000 verkauft. Die frontgetriebene zweitürige Limousine hatte einen fahrtwindgekühlten Zweizylindermotor mit 354 cm³ und 20 kW. Von ihm wurde der TN360 (Typcode TN360 und dem Produktcode 512) als Kleintransporter abgeleitet, der mit 22 kW bei 8000 min−1 aber nur in Japan vertrieben wurde. In Frankreich und Belgien gab es den N400 (Typcode N400 und dem Produktcode 593) 401 cm³ und 21 kW, immer in "Deluxe"-Ausstattung (Stoßstangenhörner, Zierleisten, Holzimitat Armaturenbrett und anders gemusterte Sitze). Den N500 gab es nie zu kaufen, er war nur ein Vorserien-Modell des N600. Er sollte mit 497,1 cm³ rund 29 kW leisten. Eine Art "Kombi"-Version, der LN360 (Typcode LN360 und dem Produktcode 584) als Erweiterung wurde gebaut. Um 1970 gingen aus dem N360 der Honda Z (Typcode Z360 und dem Produktcode 605) und 1971 der Honda Life hervor. Vom Life gab es neben dem 2- und 4-Türer auch einen Van (Stepvan) und einen Pick-up. Diese Autos fanden allerdings nicht mehr den Weg nach Deutschland, denn inzwischen war der Honda Civic in der Entwicklung und kam 1972 auf den europäischen Markt.
Der LN360M war ein „Luxusmodell“ mit mehr Zubehör, unter anderem einem Radio mit Mittel- und Langwellenempfang mit fünf Kanal-Stationstasten in der Mitte des Armaturenbrettes. Die Teleskop-Antenne war in der linken B-Säule installiert. Fahrer- und Beifahrer-Komfort-Sitze waren als Liegesitze klappbar, dazu gab es besser gepolsterte Innenverkleidungen. Ein M-Emblem war je auf dem unteren Teil der zweiteiligen Heckklappe und auf den beiden vorderen Kotflügeln. Der Mehrpreis war 40.000 Yen und damit hatte man einen Preisvorteil von 15.170 Yen.
Der N600 (Typcode N600 und dem Produktcode 568) wurde zwischen 1967 und 1973 als frontgetriebene zweitürige Limousine und stärkere Variante des N360 angeboten. Er hatte einen fahrtwind-/gebläsegekühlten Zweizylinder-Reihenmotor, der bis ca. 1970 mit 31 kW angeboten wurde. In Japan wurde der N600 E mit 43 PS verkauft. Weltweit gab es zahlreiche verschiedene Versionen dieses Autotyps, wie zum Beispiel vom N600 den Touring / G / GT / GTL / E / Town und AT (Automatik). Vom N600 G gab es in Deutschland nur 1000 Stück und sie waren alle gelb. Sie hatten im holzfurnierten Armaturenbrett zusätzlich einen Drehzahlmesser, eine separate Tankanzeige und einen Handschuhkastendeckel. Dazu gab es Lederlenkrad, Sporträder und Scheibenbremsen vorn.
Parallel dazu wurde das Fahrzeug auch als Coupé unter dem Namen Honda Z angeboten (USA und Hawaii). Ab circa 1970 wurde der N600 aus Versicherungs- und Abgasgründen mit nur noch 28 kW angeboten. Die USA-Version hat eine geänderte Nockenwelle und eine Leistung von 26 kW. Die geänderte Vorderachse war nun mit Stabilisator versehen (wie beim Z600). Bei der gedrosselten Version in Deutschland für Besitzer des alten Führerscheins der Klasse 4 wurde ein Zylinder stillgelegt, aber meistens wurde der Hubraum durch Verringern der Bohrung (kleinere Zylinderbuchsen) auf 250 cm³ gedrosselt oder durch Kürzung des Hubes (Hubzapfen in der Kurbelwelle versetzt). Der Motor wurde dann mit Zylinder und Zylinderkopf des N360 versehen.
In Deutschland dürfte es nur noch ca. 50 fahrbereite N600 geben, vom N360 noch weniger.

## Technik
Honda N360 und N600 basierten auf dem gleichen selbsttragenden Wagenkörper und stimmten auch sonst in den meisten Baugruppen überein. Die Form (zweitürige Karosserie in Kompaktbauweise mit sehr kurzen Überhängen) und Abmessungen wiesen Ähnlichkeiten zum BMC Mini auf.
Bei den Motoren handelte es sich um vorn quer eingebaute, luftgekühlte Zweizylinder-Viertaktmotoren mit 354 bzw. 599 cm³. Die obenliegende Nockenwelle wurde mit einer zwischen den weit auseinanderstehenden Zylindern angeordneten Einfachkette angetrieben. Die Motoren waren unverkennbar ein Resultat der Herstellung sportlicher Motorräder bei Honda: Sie erreichten eine für damalige Verhältnisse sehr hohe Literleistung von mehr als 70 PS/dm³ und liefen ungewöhnlich hochtourig, beim N350 wurde das maximale Drehmoment erst bei 5500/min und die Höchstleistung bei 8000/min erreicht. Auch das unsynchronisierte, hinter dem Motor angeblockte Getriebe mit 4-Gang-Klauenschaltung stammte unverkennbar aus dem Motorradbau.
Vergleichsweise einfach fiel das Fahrwerk aus: Die Vorderräder waren einzeln an MacPherson-Federbeinen und Querlenkern aufgehängt (später auch mit Stabilisator), hinten gab es eine Starrachse an Längsblattfedern, die hinten über den Wagenkörper hinausragten. Federung und Dämpfung (hinten Teleskopstoßdämpfer) waren straff ausgelegt. Weitere Merkmale waren eine Zahnstangenlenkung und rundum Trommelbremsen, beim N600 als Zweikreisbremsanlage ausgeführt und später teilweise auch Scheibenbremsen vorn. 
Die Ausstattung fiel für einen Klein(st)wagen damaliger Zeit überdurchschnittlich aus, Merkmale waren unter anderem ausstellbare hintere Seitenfenster, abwinkelbare Lenksäule, Handschuhfach und Seitentaschen.

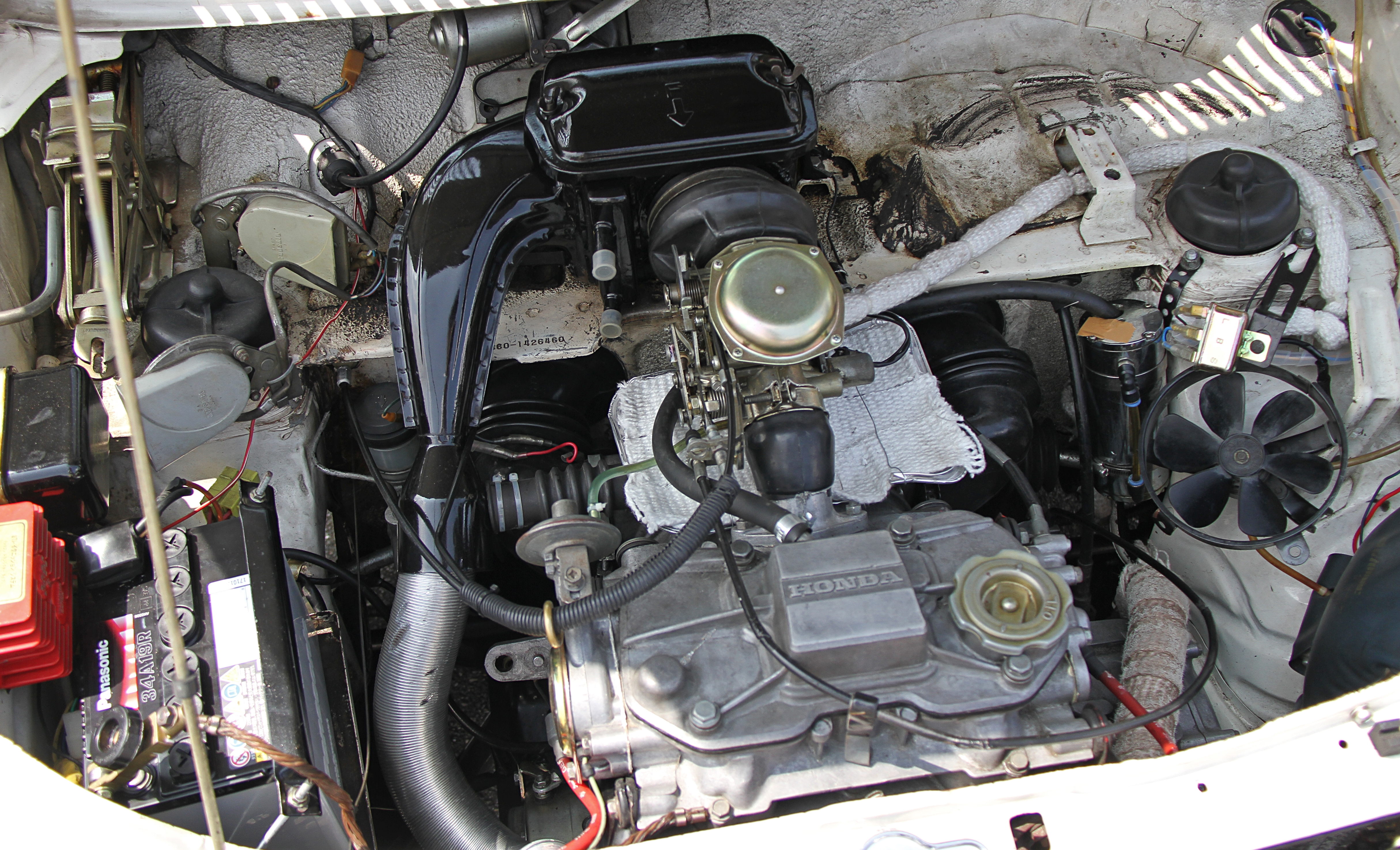
Motorraum eines Honda N360 von 1969

## Technische Daten
| Technische Daten       | N360                                       | N400                                       | N600                                         |
| ---------------------- | ------------------------------------------ | ------------------------------------------ | -------------------------------------------- |
| Motor                  | 2-Zylinder-Viertaktmotor, luftgekühlt, OHC | 2-Zylinder-Viertaktmotor, luftgekühlt, OHC | 2-Zylinder-Viertaktmotor, luftgekühlt, OHC   |
| Hubraum                | 354 cm3                                    | 401 cm3                                    | 599 cm3                                      |
| Verdichtung            | 8,5 : 1                                    | 8,5 : 1                                    | 8,5 : 1                                      |
| Leistung               | 27 PS bei 8000 min−1                       | 29 PS bei 8000 min−1                       | 42 PS bei 6600 min−1 (ab '71 nur noch 38 PS) |
| max. Drehmoment        | 29,4 Nm bei 5500 min−1                     | 30,1 Nm bei 5500 min−1                     | 51 Nm bei 5000 min−1                         |
| Leergewicht            | 520 kg/530 kg                              | 550 kg                                     | 550 kg/560 kg                                |
| Höchstgeschwindigkeit  | 115 km/h/110 km/h (Hondamatic)             | 120 km/h                                   | 135 km/h/130 km/h (Hondamatic)               |
| Beschl. 0–100 km/h     | 36,5 s (41,1 s Hondamatic)                 |                                            | 24 s                                         |
| Länge/Breite/Höhe (mm) | 2955/1295/1345                             | 2955/1295/1325                             | 3025/1320/1330                               |
| Wendekreis (m)         | 10                                         | 10                                         | 10                                           |
| Kofferraum (l)         | 84                                         | 84                                         | 84                                           |
| Serienbereifung        | 5,20-10 2 PR, 145 SR 10                    | 5,20-10 2 PR, 145 SR 10                    | 5,20-10 2 PR, 145 SR 10                      |
| Verbrauch              | 3,6 l/100 km                               |                                            | 5,6 l/100 km                                 |
| Getriebe               | 4-Gang-Getriebe                            | 4-Gang-Getriebe                            | 4-Gang-Getriebe                              |
| Getriebe, optional     | 3-Gang-Hondamatic                          |                                            | 3-Gang-Hondamatic                            |

## Prototyp
Der Honda N800 Prototyp, mit einem schwächeren Motor des S800, wurde im Oktober 1965 auf der Tokyo Motor Show als mögliche Limousine präsentiert, er wurde in dieser Form aber nicht produziert.